# Nghĩa Thành, Nghĩa Đàn
Nghĩa Thành là một xã thuộc huyện Nghĩa Đàn, tỉnh Nghệ An, Việt Nam.

## Địa lý
Xã Nghĩa Thành nằm ở phía tây huyện Nghĩa Đàn, có vị trí địa lý:
- Phía đông giáp thị xã Thái Hòa
- Phía tây giáp xã Nghĩa Hiếu
- Phía nam giáp thị xã Thái Hòa và xã Nghĩa Hiếu
- Phía bắc giáp các xã Nghĩa Hồng, Nghĩa Hưng và Nghĩa Thịnh.

Xã Nghĩa Thành có diện tích 25,29 km², dân số năm 2018 là 9.100 người, mật độ dân số đạt 360 người/km².

## Lịch sử
Địa bàn xã Nghĩa Thành hiện nay trước đây vốn là ba xã: Nghĩa Liên, Nghĩa Tân, Nghĩa Thắng.
Trước khi sáp nhập, xã Nghĩa Tân có diện tích 8,90 km², dân số là 2.400 người, mật độ dân số đạt 270 người/km², có 6 xóm. Xã Nghĩa Thắng có diện tích 7,24 km², dân số là 2.700 người, mật độ dân số đạt 373 người/km². Xã Nghĩa Liên có diện tích 9,15 km², dân số là 4.000 người, mật độ dân số đạt 437 người/km², gồm 5 xóm: Liên Hiệp 1, Liên Hiệp 2, Xuân Tầm, Tháp Bai, Tân Thiết.
Ngày 17 tháng 12 năm 2019, Ủy ban Thường vụ Quốc hội ban hành Nghị quyết 831/NQ-UBTVQH14 về việc sắp xếp các đơn vị hành chính cấp xã thuộc tỉnh Nghệ An (nghị quyết có hiệu lực từ ngày 1 tháng 1 năm 2020). Theo đó, sáp nhập toàn bộ diện tích và dân số của ba xã: Nghĩa Liên, Nghĩa Tân và Nghĩa Thắng thành xã Nghĩa Thành.